# Fuentes Man
Francisco Fuentes Manuel (Alicante, 11 de enero de 1929 - 22 de mayo de 1994), más conocido por su seudónimo de Fuentes man fue un dibujante de historietas español cuya obra maestra es El Capitán Trueno.

## Biografía
De formación autodidacta, amplió algunas técnicas en diversos talleres de artistas locales donde se ganó el sobrenombre de Sorolleta. A mediados de los años 1950 empieza a distribuir su trabajo por diferentes editoriales de Madrid, Barcelona o Valencia consiguiendo contactos profesionales que más adelante le resultarán muy útiles. Pronto llega a la Editorial Bruguera y comienza haciendo pequeñas ilustraciones interiores en la revista El Capitán Trueno Extra. Tras el abandono de la serie por parte de su creador Ambrós, forma parte de un equipo de dibujantes que le sustituye teniendo que pegar los rostros, y alguna pose de Ambrós, sobre sus páginas. En 1963 pasa a ocuparse por completo de la serie mientras realiza páginas para el mercado internacional a través de la agencia de Bruguera, Creaciones Editoriales, .
En 1968 crea la serie Galax el Cosmonauta con guiones de Víctor Mora para la revista "Bravo". Al cerrarse la revista, el personaje ha de esperar a las páginas de "Gran Pulgarcito" y "Tío Vivo" (1969). Es sustituido por Rafael Ramos y pasa a ocuparse de algunas adaptaciones de la Colección "Joyas Literarias Juveniles". Sus trabajos internacionales incluyen Batman (DC Comics), El agente Flint (Bardon Art) para Inglaterra, Kragub el berberisco para Francia y Korak, hijo de Tarzán (Toutain) para Yugoslavia. Es dibujando esta serie cuando en 1980 sufre una trombosis que le retira del dibujo hasta su fallecimiento en 1994.

## Obra
| Años | Título                         | Guionista                | Tipo       | Publicación                                  |
| ---- | ------------------------------ | ------------------------ | ---------- | -------------------------------------------- |
| 1961 | El Capitán Trueno              |                          | Serie      | El Capitán Trueno Extra                      |
| 1968 | El Capitán Trueno núm. 588-590 |                          | Cuaderno   | Bruguera: Dan-Superaventuras                 |
| 1968 | Galax el Cosmonauta            | Víctor Mora              | Serie      | Bravo                                        |
| 1971 | El Señor de Balantry           | José Antonio Vidal Sales | Monografía | Bruguera: Joyas Literarias Juveniles núm. 20 |